# 白花苞裂芹
白花苞裂芹（学名：Schultzia albiflora）为伞形科苞裂芹属的植物。分布在俄罗斯以及中国大陆的新疆等地，生长于海拔2,700米至3,700米的地区，见于高山草甸和山坡上，目前尚未由人工引种栽培。